# Truplaya venusta
Truplaya venusta är en tvåvingeart som först beskrevs av Walker 1856.  Truplaya venusta ingår i släktet Truplaya och familjen platthornsmyggor. Inga underarter finns listade i Catalogue of Life.